# Zooecium
Ein Zooecium oder Zoecium, auch bezeichnet als extrazooidales Skelett, ist eine externe Skelettstruktur, welche die Einzeltiere (Zooide) innerhalb einer Kolonie sessiler Metazoa umgibt. Diese bilden im Normalfall ein Geflecht von Wohnröhren, die miteinander verwachsen sind. Zu finden sind sie vor allem bei den Moostierchen (Bryozoa) oder den Flügelkiemern (Pterobranchia).

## Belege
1. 1 2  Zoecium in Lexikon der Biologie, spektrum.de; abgerufen am 28. Januar 2018.